# Qiryat Bialik
Kiryat Bialik (em hebraico:  קִרְייַת בְּיַאלִיק) é uma cidade israelita do distrito de Haifa, com 36.200 habitantes.

## Geminações
Kiryat Bialik possui as seguintes cidades-gémeas:
- Berlim-Steglitz, Alemanha
- Langenfeld, Renânia do Norte-Vestfália, Alemanha

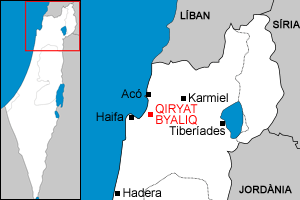
Localização de Qiryat Bialik